# Katarzyna Tubylewicz
Katarzyna Maria Tubylewicz (ur. 26 sierpnia 1974 w Warszawie) – polska pisarka, tłumaczka, publicystka i kulturoznawczyni.

## Życiorys
Absolwentka kulturoznawstwa w Ośrodku Studiów Amerykańskich UW, studiowała również polonistykę na UW oraz skandynawistykę na Uniwersytecie Sztokholmskim i przekład literatury pięknej na Södertörns högskola. W latach 2006–2012 była dyrektorką Instytutu Polskiego w Sztokholmie i attaché kultury w Ambasadzie RP. Prowadziła również zajęcia na temat kultury polskiej na Uniwersytecie Sztokholmskim i na temat przekładu na Uniwersytecie w Uppsali. W 2013 była dyrektorką programową pierwszej edycji Gdańskich Spotkań Tłumaczy Odnalezione w Tłumaczeniu.
Jako publicystka współpracuje z „Krytyką Polityczną”, radiem TokFm i „Gazetą Wyborczą”.

### Życie prywatne
Jest zamężna. Ma jednego syna. Mieszka w Sztokholmie i w Warszawie. Od lat praktykuje jogę i jest jej nauczycielką.

## Dorobek literacki
- Jestem mamą. (red. i wybór Katarzyna Tubylewicz, koord. Aleksandra Szymańska), Kraków: Wydawnictwo Znak, 2004. ISBN 83-240-0457-2
- Własne miejsca. Warszawa: Jacek Santorski & Co Agencja Wydawnicza, 2005. ISBN 83-60207-12-7
- Rówieśniczki, Warszawa: W.A.B. 2014. ISBN 978-83-280-0911-0
- Szwecja czyta, Polska czyta. (red. Katarzyna Tubylewicz i Agata Diduszko-Zyglewska), Warszawa: Wydawnictwo Krytyki Politycznej, 2015. ISBN 978-83-64682-62-9
- Ostatnia powieść Marcela, Warszawa: Wielka Litera, 2016. ISBN 978-83-8032-075-8
- Moraliści: jak Szwedzi uczą się na błędach i inne historie, Warszawa: Wielka Litera, 2017. ISBN 978-83-8032-173-1
- Sztokholm. Miasto, które tętni ciszą. Warszawa: Wielka Litera, 2019. ISBN 978-83-8032-330-8
- Bardzo zimna wiosna, Wydawnictwo WAB, 2020. ISBN 978-83-280-7530-6; kryminał
- Samotny jak Szwed? O ludziach Północy, którzy lubią bywać sami, Wielka Litera, 2021. ISBN 978-83-8032-575-3, nominacja do Travelerów National Geografic 2021 w kategorii książka roku[10]
- Szwedzka sztuka kochania. O miłości i seksie na Północy, Wielka Litera, 2022. ISBN 978-83-8032-766-5

## Przekłady
- Majgull Axelsson, Dom Augusty. Warszawa: W.A.B. 2006. ISBN 83-7414-203-0.
- Majgull Axelsson, Ta, którą nigdy nie byłam. Warszawa: W.A.B. 2008. ISBN 978-83-7414-407-0.
- Maciej Zaremba, Polski hydraulik i inne opowieści ze Szwecji (Polsk rörmokare), Wydawnictwo Czarne 2008 (współtłumacze: Wojciech Chudoba, Jan Rost, Anna Topczewska)
- Majgull Axelsson, Lód i woda, woda i lód. Warszawa: W.A.B. 2010. ISBN 978-83-7414-805-4.
- Majgull Axelsson, Pępowina. Warszawa: W.A.B. 2013. ISBN 978-83-7747-836-3.
- Jonas Gardell, Nigdy nie ocieraj łez bez rękawiczek. Miłość. Warszawa: W.A.B. 2014. ISBN 978-83-280-0844-1.
- Jonas Gardell, Nigdy nie ocieraj łez bez rękawiczek. Choroba. Warszawa: W.A.B. 2014. ISBN 978-83-280-0913-4.
- Jonas Gardell, Nigdy nie ocieraj łez bez rękawiczek. Śmierć. Warszawa: W.A.B. 2015. ISBN 978-83-280-1480-0.
- Niklas Orrenius, Strzały w Kopenhadze. Poznań: Wydawnictwo Poznańskie, 2018. ISBN 978-83-7976-970-4.
- Kjell Westö, Niebo w kolorze siarki. Poznań: Wydawnictwo Poznańskie, 2021.